# OpenSIPS
OpenSIPS est, avec Kamailio, un des deux embranchements de OpenSER, un serveur SIP libre (licence GPL).
Comme OpenSER, il contient un bureau d'enregistrement (Registrar), des ponts Jabber (XMPP), supporte OpenLDAP, MySQL, PostgreSQL pour les bases de données, le chiffrement TLS pour l'authentification.
Il supporte la répartition sur d'autres serveurs SIP.